# 周平強
周平強（1982年12月24日—），台灣人，台灣棋院六段職業圍棋棋士。其兄為職業棋士周俊勳九段。

## 經歷
- 1994年四城市對抗少年少女圍棋團體戰 台北隊代表
- 1995年第十二屆世界青少年圍棋錦標賽青年組第五名
- 1997年全國業餘十傑賽首傑
- 1998年世界業餘圍棋大賽第四名
- 1998年第十五屆世界青少年圍棋錦標賽青年組第四名
- 1999年全國業餘十傑賽首傑
- 1999年第一屆全國學生名人賽第四名
- 2000年世界業餘圍棋大賽第九名
- 2001年全國業餘十傑賽首傑

## 升段紀錄
- 2001年12月2日入段
- 2002年8月31日晉升二段
- 2003年11月18日晉升三段
- 2006年6月6日晉升四段
- 2010年9月12日晉升五段
- 2015年1月20日晉升六段

## 戰績

### 國內戰績
- 2002年第一屆天元賽循環圈(一勝四敗陷落)
- 2003年第二屆棋院杯循環圈(三勝五敗陷落)(本屆賽事從2002年～2003年)
- 2003年第二屆天元賽循環圈(零勝五敗陷落)
- 2003年第一屆亞藝杯循環圈(三勝六敗陷落)
- 2003年第三屆棋院杯循環圈(四勝四敗陷落)
- 2005年第四屆天元賽循環圈(五勝二敗保留)(挑戰者決定賽敗給林至涵)
- 2005年第一屆國手賽循環圈(三勝五敗陷落)
- 2006年第五屆天元賽循環圈(二勝五敗陷落)
- 2006年第六屆東鋼杯八強
- 2007年第14屆中環盃八強
- 2007年第三屆國手賽循環圈(三勝四敗陷落)
- 2007年第七屆東鋼杯八強
- 2008年第二屆鈺德盃十段賽亞軍
- 2012年第八屆王座賽循環圈(一勝六敗陷落)

### 國際戰績
- 2005年四城市新銳對抗賽 台北隊代表 (在東京舉行)
- 2006年四城市新銳對抗賽 台北隊代表 (在北京舉行)